# Семёновская (Верховажский район)
Семёновская — деревня в Верховажском районе Вологодской области.
Входит в состав Липецкого сельского поселения, с точки зрения административно-территориального деления — в Липецкий сельсовет.
Расстояние по автодороге до районного центра Верховажья — 69,2 км, до центра муниципального образования Леушинской — 1,5 км. Ближайшие населённые пункты — Никулинская, Леушинская, Ивонино.
По переписи 2002 года население — 22 человека (11 мужчин, 11 женщин). Всё население — русские.